# العوجة (العراق)
العوجة هي قرية عراقية في غرب نهر دجلة في جنوب قضاء تكريت في وسط شمال العراق. وفيها ديار عشيرة البيجات إحدى عشائر ألبو ناصر التي ينتسب إليها صدام حسين الرئيس الأسبق للعراق، كانت مقاطعة العوجة الغربية في سنة 1970م مركزاً لناحية سُمّيت (ناحية أم القرى) مساحة الناحية حينئذٍ ثلاثمئة وكيلومتران مُربّعان، تابعة لقضاء تكريت حتى يوم 1 كانون الثاني سنة 1982 حين أُلغيت الناحية وألحقت العوجة والمقاطعات التابعة لها بمركز قضاء تكريت.

## الجغرافية
العوجة وقد تُكتب العوجا، محصورة بين حافة الهضبة وحوض دجلة، اشتقّ اسمها مِن اعوجاج النهر وتعرّجاته هناك، والعوجة أرض زراعية، ذُكرت في السالنامة العثمانية سنة 1877م أنها قرية زراعية غنية، قال جابر التكريتي وبهجت التكريتي في مقالهما (المواضع الجغرافية والتاريخية في تكريت) المنشور في موسوعة مدينة تكريت سنة 2001م"ويُلحظ في خرائط المنطقة الموضوعة في العقود الأولى من هذا القرن ومنها الطوبوغرافية وخرائط أخرى خاصة بملكية الأراضي والبساتين في العوجة ومن بينهم محمد الهزّاع وعبد الرشيد، وتنتشر أملاك البيجات في العوجة وإن معظم عوائل هذه العشيرة تقيم فيها للإشراف وإدارة أراضيهم الزراعية"،
في العوجة مقاطعتان، الأولى مقاطعة العوجة الشرقية رقم 2، مساحتها 7342 دونماً عراقياً، وسكانها 3396 ساكناً حتى سنة 2010م، والثانية مقاطعة العوجة الغربية رقم 3 كانت مساحتها 850 كيلومتراً مربعاً سنة 1976، ثم صارت مساحتها 10093 دونماً، وسكانها 10521 ساكناً حتى سنة 2010م.

## آثار
- التل الأحمر: تل أثري في غرب مقاطعة العوجة، فيه كسر فخّار من العهود الإسلامية، رأى إبراهيم فاضل الناصري أن هذا التل هو موضع دير مندرس اسمه دير الغراب ذُكر في كتب التراث.[6]

## أشخاص من العوجة
- صدام حسين، رئيس العراق الأسبق.
- صبحة طلفاح المسلط، والدة صدام حسين، دُفنت في العوجة يوم 24 تموز سنة 1983م.[10]

## نزوح العشيرة من العوجة
بعد سيطرة تنظيم الدولة الإسلامية (داعش) على محافظة صلاح الدين سنة 2014، اُضطرّ بعض قبيلة ألبو ناصر إلى النزوح إلى إقليم كردستان شمال العراق، وما يزالون بعيدين عن مناطقهم. اُتُهمتْ العشيرة بأن لها اشتراكاً في مجزرة سبايكر، وقد نفت العشيرة عدة مرات أن يكون لها صلة بتلك الحادثة وفقاً لقول الشيخ حسن الندا الذي ذكرَ أنّ «عشيرته ضد عمليات القتل التي تقع والجرائم الارهابية، إضافة إلى أنها تعلن براءتها للمرة الخامسة من جريمة سبايكر»، وما زالت العشيرة لا تستطيع الرجوع إلى بلدتهم العوجة، قال حسن الندا في سنة 2015م «العشيرة لم تحصل على أيّة ضمانات بسلامتها في حال العودة وليس مستبعد أن تتعرض أفرادها للانتقام». وبعد مضي 5 سنوات على تهجير العشيرة، أُعلنَ في شهر تمور سنة 2019، عن موافقة أبو مهدي المهندس نائب رئيس الحشد الشعبي المسيطر على العوجة، أنه حدث اتفاق بين الحشد وبين محافظة صلاح الدين للسماح بعودة المهجّرين من العشيرة إلى ديارهم، قال مناف علي الندا، أحد شيوخ العشيرة في وصف قرية العوجة «كانت الناس تعتقد قبل 2003 أن شوارع العوجة معبدة بالمرمر الخالص، فوجدوا بعد ذلك أنها قرية عادية، فيها بضع قصور بجانب الكثير من المنازل العادية التي دمرت معظمها المعارك ضد (داعش)»، وقد استمرّ إبعاد ألبو ناصر لأن الكثير من القوى الشيعية تنظر إليهم بنوع من الارتياب وعدم التعاطف وتحملهم مسؤولية الكوارث التي حدثت في عهد الرئيس صدام حسين، باعتبارهم عشيرته وأبناء عمومته، وفقاً لقول فاضل النشمي في جريدة الشرق الأوسط. وقال المتحدث باسم عشائر صلاح الدين، مروان الجبارة «أهالي العوجة ذاقوا الأمرّين بعد 2003، ونزحوا عن ديارهم بعد 2014، وعدد غير قليل منهم لا يملك قوت يومه، لذلك نحن سعداء بعودتهم، وكانت لنا مناشدات كثيرة للحكومة والجهات المسؤولة بشأن عودتهم»، وقال «عودة أهالي العوجة ستكون إحدى ملامح إعادة اللحمة الوطنية والمصالحة وطي صفحة الماضي، نحن ندافع عن حق الأهالي العاديين، من غير المتورطين بجرائم، ونطالب بعودتهم إلى بيوتهم، ولا ندافع عن أولئك الذين أجرموا وتلطخت أيديهم بدماء الأبرياء»، وبعد هذا الإعلان عن السماح بعودة النازحين، ظلّت قرية العوجة خالية، لم يعد إليها أهلها حتى شهر شباط سنة 2020، قال عبد الرحمن الناصري، أحد أفراد العشيرة «سنوات التهجير لم تترك لي شيء من ممتلكاتي حتى مصوغات زوجتي وسيارتي بعتها وأتمنى العودة إلى منزلي وأرضي في العوجة، إذ سمعنا بأن الموافقة حصلت لكن انتشار شائعات عن عمليات تصفية واعتقالات تطال النازحين العائدين أجبرتنا على الانتظار».
عندما عثرت فرقة المشاة الرابعة على صدام ، كان مختبئًا على بعد أميال قليلة من مسقط رأسه في بلدة الدور. دفن صدام حسين في هذه القرية قبل فجر 31 كانون الأول (ديسمبر) 2006 ، بعد أقل من 24 ساعة من إعدامه.
خلال القتال في معركة تكريت الثانية ، دمر تنظيم داعش قبر صدام حسين. بعد سيطرة القوات العراقية على القرية ، قام رجال الفصائل الشيعية من هيئة الحشد الشعبي بوضع شاراتها حول القرية ، بما في ذلك شارة اللواء قاسم سليماني. 